# Piper (película de 2016)
Piper es un cortometraje 3D animado por computadora de 2016, escrito y dirigido por Alan Barillaro y producido por Pixar Animation Studios. Fue estrenado en salas junto con Buscando a Dory el 10 de junio de 2016.
El corto trata sobre un pequeño y hambriento correlimos tridáctilo que aprende a superar su miedo al agua. La inspiración surgió a menos de una milla de distancia de Pixar Studios en Emeryville, California, donde Barillaro, un veterano animador de Pixar, mientras corría por la orilla se dio cuenta de cómo miles de aves huían del agua pero volvían entre ola y ola para comer.

## Sinopsis
Una bandada de correlimos tridáctilos busca alimento en una orilla, corriendo a picar en la arena cuando la ola se retira y retirándose cuando vuelve. Un bebé es alentado por su madre para unirse a la bandada, pero no retrocede a tiempo y es bañada por las olas. El incidente deja al bebé asustado del agua; negándose dejar el nido, pero pronto se da cuenta de que un grupo de cangrejos ermitaños, cavan en la arena para encontrar comida enterrada a más profundidad y así evitar ser golpeados por la marea. Imitando su comportamiento, empieza a ver la belleza del mundo submarino y se vuelve experto en conseguir comida para la bandada.

## Producción
Alan Barillaro usó la última tecnología para crear el corto de seis minutos a lo largo de tres años. Con el objeto de que los correlimos y otras aves visibles en el fondo tuvieran un aspecto realista, Barillaro y el equipo de animación de Piper visitaron las playas de la Bahía de San Francisco, así como el Acuario de Monterey Bay para estudiar su apariencia y comportamiento. Las plumas de los correlimos tridáctilos, en particular, fueron renderizadas con todo lujos de detalles.

## Premios
| Premio        | Fecha                 | Categoría                       | Destinatario(s)                  | Resultado | Ref(s) |
| ------------- | --------------------- | ------------------------------- | -------------------------------- | --------- | ------ |
| Premios Óscar | 26 de febrero de 2017 | Mejor Cortometraje De Animación | Alan Barillaro y Marc Sondheimer | Ganador   | [ 3 ]  |
| Premios Annie | 4 de febrero de 2017  | Mejor Corto De Animación        | Piper                            | Ganador   | [ 4 ]  |